# Tour de Catalogne 2025
La 104e édition du Tour de Catalogne est une course cycliste masculine espagnole ayant lieu du 24 au 30 mars 2025.  La course fait partie du calendrier de l’UCI World Tour 2025, le calendrier le plus important du cyclisme sur route, en catégorie 2.UWT.

## Présentation

### Parcours
Les arrivées au sommet des 3e, 4e et 6e étapes sont les plus susceptibles d'influencer le classement général. La 5e étape est celle qui doit le mieux convenir aux sprinteurs. La dernière étape traditionnelle disputée à Barcelone se termine par six tours du circuit final long de 8 kilomètres comprenant la montée de Montjuïc (2,5 km à 4,8 % avec 800 derniers mètres à 10,9 %).

### Équipes
En tant qu'épreuve World Tour, les dix-huit UCI WorldTeams participent automatiquement à la course. Six UCI ProTeams sont invitées.
| WorldTeams (18)- EF Education-EasyPost - Alpecin-Deceuninck - Arkéa-B&B Hotels - XDS Astana Team - Bahrain-Victorious - Cofidis - Decathlon AG2R La Mondiale Team - Groupama-FDJ - Ineos Grenadiers - Intermarché-Wanty - Movistar Team - Lidl-Trek - Red Bull-BORA-hansgrohe - Soudal Quick-Step - Team Picnic-PostNL - Team Jayco AlUla - Team Visma \| Lease a Bike - UAE Team Emirates XRG ProTeams (6)- Lotto - Israel-Premier Tech - Caja Rural-Seguros RGA - Equipo Kern Pharma - Burgos-Burpellet-BH - Euskaltel-Euskadi |
| |

### Favoris
Parmi les favoris à la victoire finale, l'équipe UAE Emirates XRG aligne le duo Juan Ayuso-Adam Yates. Face à eux, Primož Roglič (Red Bull-Bora-hansgrohe), Mikel Landa (Soudal Quick-Step) et le jeune Lenny Martinez (Bahrain Victorious) sont de sérieux candidats pour le classement général. On peut aussi citer les noms de Ben O'Connor (Jayco AlUla), Geraint Thomas (Ineos Grenadiers), Sepp Kuss (Visma Lease a Bike), Richard Carapaz (EF Education), Enric Mas (Movistar), Felix Gall (Decathlon-AG2R La Mondiale) et Lennert Van Eetvelt (Lotto).

## Étapes
| Étape     | Date    | Villes étapes                                 | type              | Distance (km) | Dénivelé (m) | Vainqueur d'étape | Leader du classement général |
| --------- | ------- | --------------------------------------------- | ----------------- | ------------- | ------------ | ----------------- | ---------------------------- |
| 1re étape | 24 mars | Sant Feliu de Guíxols – Sant Feliu de Guíxols | étape vallonnée   | 178,3         | 2 765 m      | Matthew Brennan   | Matthew Brennan              |
| 2e étape  | 25 mars | Banyoles – Figueres                           | étape de plaine   | 177,3         | 1 790 m      | Ethan Vernon      | Matthew Brennan              |
| 3e étape  | 26 mars | Viladecans – La Molina                        | étape de montagne | 218,6         | 5 093 m      | Juan Ayuso        | Juan Ayuso                   |
| 4e étape  | 27 mars | Sant Vicenç de Castellet – Montserrat         | étape de montagne | 188,7         | 3 089 m      | Primož Roglič     | Primož Roglič                |
| 5e étape  | 28 mars | Paüls – Amposta                               | étape de plaine   | 172           | 1 320 m      | Matthew Brennan   | Juan Ayuso                   |
| 6e étape  | 29 mars | Berga – Berga                                 | étape de plaine   | 72            | 1 143 m      | Quinn Simmons     | Juan Ayuso                   |
| 7e étape  | 30 mars | Barcelone – Barcelone                         | étape vallonnée   | 88,2          | 1 901 m      | Primož Roglič     | Primož Roglič                |

## Déroulement de la course

### 1reétape
Cette première étape se déroule principalement sous la pluie. Dans la dernière descente rendue glissante menant à Sant Feliu de Guíxols, Tibor Del Grosso, sans vraiment le vouloir, se retrouve seul en tête à 2,5 km de l'arrivée. Il aborde la rampe finale avec une bonne centaine de mètres d'avance sur le peloton duquel s'extrait Matthew Brennan suivi par Kaden Groves, équipier de Del Grosso. Dans les tout derniers mètres, alors que Del Grosso coince et perd énormément de vitesse, Brennan le passe in extremis et franchit la ligne en vainqueur devant les deux coureurs d'Alpecin-Deceuninck Groves et Del Grosso.
| \| Classement de l'étape \| Classement de l'étape \| Classement de l'étape \| Classement de l'étape \| Classement de l'étape \| \| Coureur \| Coureur \| Pays \| Équipe \| Temps \| \| --------------------- \| --------------------- \| --------------------- \| -------------------------- \| --------------------- \| \| 1er \| Matthew Brennan \| Royaume-Uni \| Team Visma \\| Lease a Bike \| 4 h 25 min 17 s \| \| 2e \| Kaden Groves \| Australie \| Alpecin-Deceuninck \| + 0 s \| \| 3e \| Tibor Del Grosso \| Pays-Bas \| Alpecin-Deceuninck \| + 0 s \| \| 4e \| Dorian Godon \| France \| Decathlon-AG2R La Mondiale \| + 0 s \| \| 5e \| Andrea Vendrame \| Italie \| Decathlon-AG2R La Mondiale \| + 0 s \| \| 6e \| Corbin Strong \| Nouvelle-Zélande \| Israel-Premier Tech \| + 0 s \| \| 7e \| Edward Planckaert \| Belgique \| Alpecin-Deceuninck \| + 0 s \| \| 8e \| Mikel Landa \| Espagne \| Soudal Quick-Step \| + 0 s \| \| 9e \| Lennert Van Eetvelt \| Belgique \| Lotto \| + 0 s \| \| 10e \| Laurens De Plus \| Belgique \| Ineos Grenadiers \| + 0 s \| |                     |                  |                            |                 |
| |                     |                  |                            |                 |
| |                     |                  |                            |                 |
| Classement de l'étape |                     |                  |                            |                 |
| Coureur | Coureur             | Pays             | Équipe                     | Temps           |
| 1er | Matthew Brennan     | Royaume-Uni      | Team Visma \| Lease a Bike | 4 h 25 min 17 s |
| 2e | Kaden Groves        | Australie        | Alpecin-Deceuninck         | + 0 s           |
| 3e | Tibor Del Grosso    | Pays-Bas         | Alpecin-Deceuninck         | + 0 s           |
| 4e | Dorian Godon        | France           | Decathlon-AG2R La Mondiale | + 0 s           |
| 5e | Andrea Vendrame     | Italie           | Decathlon-AG2R La Mondiale | + 0 s           |
| 6e | Corbin Strong       | Nouvelle-Zélande | Israel-Premier Tech        | + 0 s           |
| 7e | Edward Planckaert   | Belgique         | Alpecin-Deceuninck         | + 0 s           |
| 8e | Mikel Landa         | Espagne          | Soudal Quick-Step          | + 0 s           |
| 9e | Lennert Van Eetvelt | Belgique         | Lotto                      | + 0 s           |
| 10e | Laurens De Plus     | Belgique         | Ineos Grenadiers           | + 0 s           |

| \| Classement général \| Classement général \| Classement général \| Classement général \| Classement général \| \| Coureur \| Coureur \| Pays \| Équipe \| Temps \| \| ------------------ \| ------------------ \| ------------------ \| -------------------------- \| ------------------ \| \| 1er \| Matthew Brennan \| Royaume-Uni \| Team Visma \\| Lease a Bike \| 4 h 25 min 07 s \| \| 2e \| Kaden Groves \| Australie \| Alpecin-Deceuninck \| + 4 s \| \| 3e \| Tibor Del Grosso \| Pays-Bas \| Alpecin-Deceuninck \| + 6 s \| \| 4e \| Enric Mas \| Espagne \| Movistar Team \| + 7 s \| \| 5e \| Primož Roglič \| Slovénie \| Red Bull-Bora-Hansgrohe \| + 9 s \| \| 6e \| Dorian Godon \| France \| Decathlon-AG2R La Mondiale \| + 10 s \| \| 7e \| Andrea Vendrame \| Italie \| Decathlon-AG2R La Mondiale \| + 10 s \| \| 8e \| Corbin Strong \| Nouvelle-Zélande \| Israel-Premier Tech \| + 10 s \| \| 9e \| Edward Planckaert \| Belgique \| Alpecin-Deceuninck \| + 10 s \| \| 10e \| Mikel Landa \| Espagne \| Soudal Quick-Step \| + 10 s \| |                   |                  |                            |                 |
| |                   |                  |                            |                 |
| |                   |                  |                            |                 |
| Classement général |                   |                  |                            |                 |
| Coureur | Coureur           | Pays             | Équipe                     | Temps           |
| 1er | Matthew Brennan   | Royaume-Uni      | Team Visma \| Lease a Bike | 4 h 25 min 07 s |
| 2e | Kaden Groves      | Australie        | Alpecin-Deceuninck         | + 4 s           |
| 3e | Tibor Del Grosso  | Pays-Bas         | Alpecin-Deceuninck         | + 6 s           |
| 4e | Enric Mas         | Espagne          | Movistar Team              | + 7 s           |
| 5e | Primož Roglič     | Slovénie         | Red Bull-Bora-Hansgrohe    | + 9 s           |
| 6e | Dorian Godon      | France           | Decathlon-AG2R La Mondiale | + 10 s          |
| 7e | Andrea Vendrame   | Italie           | Decathlon-AG2R La Mondiale | + 10 s          |
| 8e | Corbin Strong     | Nouvelle-Zélande | Israel-Premier Tech        | + 10 s          |
| 9e | Edward Planckaert | Belgique         | Alpecin-Deceuninck         | + 10 s          |
| 10e | Mikel Landa       | Espagne          | Soudal Quick-Step          | + 10 s          |

### 2eétape
Kaden Groves (Alpecin-Deceuninck) lance le sprint mais se fait dépasser par Ethan Vernon (Israel Premier Tech) qui l'emporte devant son compatriote et leader du classement général Matthew Brennan.
| \| Classement de l'étape \| Classement de l'étape \| Classement de l'étape \| Classement de l'étape \| Classement de l'étape \| \| Coureur \| Coureur \| Pays \| Équipe \| Temps \| \| --------------------- \| --------------------- \| --------------------- \| -------------------------- \| --------------------- \| \| 1er \| Ethan Vernon \| Royaume-Uni \| Israel-Premier Tech \| 4 h 16 min 16 s \| \| 2e \| Matthew Brennan \| Royaume-Uni \| Team Visma \\| Lease a Bike \| + 0 s \| \| 3e \| Kaden Groves \| Australie \| Alpecin-Deceuninck \| + 0 s \| \| 4e \| Axel Laurance \| France \| Ineos Grenadiers \| + 0 s \| \| 5e \| Pavel Bittner \| Tchéquie \| Team Picnic-PostNL \| + 0 s \| \| 6e \| Dorian Godon \| France \| Decathlon-AG2R La Mondiale \| + 0 s \| \| 7e \| Marijn van den Berg \| Pays-Bas \| EF Education-EasyPost \| + 0 s \| \| 8e \| Stanisław Aniołkowski \| Pologne \| Cofidis \| + 0 s \| \| 9e \| Dion Smith \| Nouvelle-Zélande \| Intermarché-Wanty \| + 0 s \| \| 10e \| Anders Foldager \| Danemark \| Team Jayco AlUla \| + 0 s \| |                       |                  |                            |                 |
| |                       |                  |                            |                 |
| |                       |                  |                            |                 |
| Classement de l'étape |                       |                  |                            |                 |
| Coureur | Coureur               | Pays             | Équipe                     | Temps           |
| 1er | Ethan Vernon          | Royaume-Uni      | Israel-Premier Tech        | 4 h 16 min 16 s |
| 2e | Matthew Brennan       | Royaume-Uni      | Team Visma \| Lease a Bike | + 0 s           |
| 3e | Kaden Groves          | Australie        | Alpecin-Deceuninck         | + 0 s           |
| 4e | Axel Laurance         | France           | Ineos Grenadiers           | + 0 s           |
| 5e | Pavel Bittner         | Tchéquie         | Team Picnic-PostNL         | + 0 s           |
| 6e | Dorian Godon          | France           | Decathlon-AG2R La Mondiale | + 0 s           |
| 7e | Marijn van den Berg   | Pays-Bas         | EF Education-EasyPost      | + 0 s           |
| 8e | Stanisław Aniołkowski | Pologne          | Cofidis                    | + 0 s           |
| 9e | Dion Smith            | Nouvelle-Zélande | Intermarché-Wanty          | + 0 s           |
| 10e | Anders Foldager       | Danemark         | Team Jayco AlUla           | + 0 s           |

| \| Classement général \| Classement général \| Classement général \| Classement général \| Classement général \| \| Coureur \| Coureur \| Pays \| Équipe \| Temps \| \| ------------------ \| ------------------ \| ------------------ \| -------------------------- \| ------------------ \| \| 1er \| Matthew Brennan \| Royaume-Uni \| Team Visma \\| Lease a Bike \| 8 h 41 min 17 s \| \| 2e \| Kaden Groves \| Australie \| Alpecin-Deceuninck \| + 6 s \| \| 3e \| Tibor Del Grosso \| Pays-Bas \| Alpecin-Deceuninck \| + 12 s \| \| 4e \| Enric Mas \| Espagne \| Movistar Team \| + 13 s \| \| 5e \| Juan Ayuso \| Espagne \| UAE Team Emirates XRG \| + 13 s \| \| 6e \| Primož Roglič \| Slovénie \| Red Bull-Bora-Hansgrohe \| + 15 s \| \| 7e \| Dorian Godon \| France \| Decathlon-AG2R La Mondiale \| + 16 s \| \| 8e \| Andrea Vendrame \| Italie \| Decathlon-AG2R La Mondiale \| + 16 s \| \| 9e \| Junior Lecerf \| Belgique \| Soudal Quick-Step \| + 16 s \| \| 10e \| Pavel Bittner \| Tchéquie \| Team Picnic-PostNL \| + 16 s \| |                  |             |                            |                 |
| |                  |             |                            |                 |
| |                  |             |                            |                 |
| Classement général |                  |             |                            |                 |
| Coureur | Coureur          | Pays        | Équipe                     | Temps           |
| 1er | Matthew Brennan  | Royaume-Uni | Team Visma \| Lease a Bike | 8 h 41 min 17 s |
| 2e | Kaden Groves     | Australie   | Alpecin-Deceuninck         | + 6 s           |
| 3e | Tibor Del Grosso | Pays-Bas    | Alpecin-Deceuninck         | + 12 s          |
| 4e | Enric Mas        | Espagne     | Movistar Team              | + 13 s          |
| 5e | Juan Ayuso       | Espagne     | UAE Team Emirates XRG      | + 13 s          |
| 6e | Primož Roglič    | Slovénie    | Red Bull-Bora-Hansgrohe    | + 15 s          |
| 7e | Dorian Godon     | France      | Decathlon-AG2R La Mondiale | + 16 s          |
| 8e | Andrea Vendrame  | Italie      | Decathlon-AG2R La Mondiale | + 16 s          |
| 9e | Junior Lecerf    | Belgique    | Soudal Quick-Step          | + 16 s          |
| 10e | Pavel Bittner    | Tchéquie    | Team Picnic-PostNL         | + 16 s          |

### 3eétape
Bruno Armirail, rescapé de la longue échappée de quatre coureurs, est repris dans la première partie de la montée vers La Molina, à un peu plus de 9 kilomètres de l'arrivée. Deux kilomètres plus loin, George Bennett, Marc Soler et Lorenzo Fortunato prennent un avantage d'une dizaine de secondes sur le peloton. Sepp Kuss réussit à faire la jonction alors que Bennett lâche prise. Après une courte descente, le trio Soler-Kuss-Fortunato aborde en tête la dernière montée de 1 500 m. Aux 500 mètres, le groupe des favoris revient sur ce trio. Primož Roglič accélère à 200 mètres du terme avec Juan Ayuso dans sa roue mais l'Espagnol parvient à dépasser le Slovène puis réussit à conserver quelques centimètres pour l'emporter et endosser le maillot blanc et vert de leader du classement général.
| \| Classement de l'étape \| Classement de l'étape \| Classement de l'étape \| Classement de l'étape \| Classement de l'étape \| \| Coureur \| Coureur \| Pays \| Équipe \| Temps \| \| --------------------- \| --------------------- \| --------------------- \| ----------------------- \| --------------------- \| \| 1er \| Juan Ayuso \| Espagne \| UAE Team Emirates XRG \| 5 h 49 min 29 s \| \| 2e \| Primož Roglič \| Slovénie \| Red Bull-Bora-Hansgrohe \| + 0 s \| \| 3e \| Mikel Landa \| Espagne \| Soudal Quick-Step \| + 2 s \| \| 4e \| Lenny Martinez \| France \| Bahrain Victorious \| + 4 s \| \| 5e \| Lennert Van Eetvelt \| Belgique \| Lotto \| + 4 s \| \| 6e \| Enric Mas \| Espagne \| Movistar Team \| + 4 s \| \| 7e \| Egan Bernal \| Colombie \| Ineos Grenadiers \| + 4 s \| \| 8e \| Harold Martín López \| Équateur \| XDS Astana Team \| + 4 s \| \| 9e \| Richard Carapaz \| Équateur \| EF Education-EasyPost \| + 4 s \| \| 10e \| Adam Yates \| Royaume-Uni \| UAE Team Emirates XRG \| + 4 s \| |                     |             |                         |                 |
| |                     |             |                         |                 |
| |                     |             |                         |                 |
| Classement de l'étape |                     |             |                         |                 |
| Coureur | Coureur             | Pays        | Équipe                  | Temps           |
| 1er | Juan Ayuso          | Espagne     | UAE Team Emirates XRG   | 5 h 49 min 29 s |
| 2e | Primož Roglič       | Slovénie    | Red Bull-Bora-Hansgrohe | + 0 s           |
| 3e | Mikel Landa         | Espagne     | Soudal Quick-Step       | + 2 s           |
| 4e | Lenny Martinez      | France      | Bahrain Victorious      | + 4 s           |
| 5e | Lennert Van Eetvelt | Belgique    | Lotto                   | + 4 s           |
| 6e | Enric Mas           | Espagne     | Movistar Team           | + 4 s           |
| 7e | Egan Bernal         | Colombie    | Ineos Grenadiers        | + 4 s           |
| 8e | Harold Martín López | Équateur    | XDS Astana Team         | + 4 s           |
| 9e | Richard Carapaz     | Équateur    | EF Education-EasyPost   | + 4 s           |
| 10e | Adam Yates          | Royaume-Uni | UAE Team Emirates XRG   | + 4 s           |

| \| Classement général \| Classement général \| Classement général \| Classement général \| Classement général \| \| Coureur \| Coureur \| Pays \| Équipe \| Temps \| \| ------------------ \| ------------------- \| ------------------ \| ----------------------- \| ------------------ \| \| 1er \| Juan Ayuso \| Espagne \| UAE Team Emirates XRG \| 14 h 30 min 49 s \| \| 2e \| Primož Roglič \| Slovénie \| Red Bull-Bora-Hansgrohe \| + 6 s \| \| 3e \| Mikel Landa \| Espagne \| Soudal Quick-Step \| + 11 s \| \| 4e \| Enric Mas \| Espagne \| Movistar Team \| + 14 s \| \| 5e \| Junior Lecerf \| Belgique \| Soudal Quick-Step \| + 17 s \| \| 6e \| Lenny Martinez \| France \| Bahrain Victorious \| + 17 s \| \| 7e \| Richard Carapaz \| Équateur \| EF Education-EasyPost \| + 17 s \| \| 8e \| Laurens De Plus \| Belgique \| Ineos Grenadiers \| + 17 s \| \| 9e \| Lennert Van Eetvelt \| Belgique \| Lotto \| + 17 s \| \| 10e \| Egan Bernal \| Colombie \| Ineos Grenadiers \| + 17 s \| |                     |          |                         |                  |
| |                     |          |                         |                  |
| |                     |          |                         |                  |
| Classement général |                     |          |                         |                  |
| Coureur | Coureur             | Pays     | Équipe                  | Temps            |
| 1er | Juan Ayuso          | Espagne  | UAE Team Emirates XRG   | 14 h 30 min 49 s |
| 2e | Primož Roglič       | Slovénie | Red Bull-Bora-Hansgrohe | + 6 s            |
| 3e | Mikel Landa         | Espagne  | Soudal Quick-Step       | + 11 s           |
| 4e | Enric Mas           | Espagne  | Movistar Team           | + 14 s           |
| 5e | Junior Lecerf       | Belgique | Soudal Quick-Step       | + 17 s           |
| 6e | Lenny Martinez      | France   | Bahrain Victorious      | + 17 s           |
| 7e | Richard Carapaz     | Équateur | EF Education-EasyPost   | + 17 s           |
| 8e | Laurens De Plus     | Belgique | Ineos Grenadiers        | + 17 s           |
| 9e | Lennert Van Eetvelt | Belgique | Lotto                   | + 17 s           |
| 10e | Egan Bernal         | Colombie | Ineos Grenadiers        | + 17 s           |

### 4eétape
Après un train élevé assuré par son équipier Adam Yates, le maillot blanc et vert Juan Ayuso attaque à 2,5 km du sommet. Primož Roglič revient sur lui 300 mètres plus loin. Les deux hommes maintiennent un petit écart sur leurs poursuivants qui parviennent toutefois à revenir à quelques mètres aux 500 mètres. À ce moment, Roglič accélère et lance un long sprint duquel il sort vainqueur et endosse le maillot de leader du classement général dans le même temps qu'Ayuso.
| \| Classement de l'étape \| Classement de l'étape \| Classement de l'étape \| Classement de l'étape \| Classement de l'étape \| \| Coureur \| Coureur \| Pays \| Équipe \| Temps \| \| --------------------- \| --------------------- \| --------------------- \| -------------------------- \| --------------------- \| \| 1er \| Primož Roglič \| Slovénie \| Red Bull-Bora-Hansgrohe \| 4 h 24 min 08 s \| \| 2e \| Juan Ayuso \| Espagne \| UAE Team Emirates XRG \| + 0 s \| \| 3e \| Enric Mas \| Espagne \| Movistar Team \| + 3 s \| \| 4e \| Lenny Martinez \| France \| Bahrain Victorious \| + 3 s \| \| 5e \| Mikel Landa \| Espagne \| Soudal Quick-Step \| + 3 s \| \| 6e \| Felix Gall \| Autriche \| Decathlon-AG2R La Mondiale \| + 3 s \| \| 7e \| Lennert Van Eetvelt \| Belgique \| Lotto \| + 3 s \| \| 8e \| Matthew Riccitello \| États-Unis \| Israel-Premier Tech \| + 6 s \| \| 9e \| Juan Pedro López \| Espagne \| Lidl-Trek \| + 21 s \| \| 10e \| Giulio Pellizzari \| Italie \| Red Bull-Bora-Hansgrohe \| + 26 s \| |                     |            |                            |                 |
| |                     |            |                            |                 |
| |                     |            |                            |                 |
| Classement de l'étape |                     |            |                            |                 |
| Coureur | Coureur             | Pays       | Équipe                     | Temps           |
| 1er | Primož Roglič       | Slovénie   | Red Bull-Bora-Hansgrohe    | 4 h 24 min 08 s |
| 2e | Juan Ayuso          | Espagne    | UAE Team Emirates XRG      | + 0 s           |
| 3e | Enric Mas           | Espagne    | Movistar Team              | + 3 s           |
| 4e | Lenny Martinez      | France     | Bahrain Victorious         | + 3 s           |
| 5e | Mikel Landa         | Espagne    | Soudal Quick-Step          | + 3 s           |
| 6e | Felix Gall          | Autriche   | Decathlon-AG2R La Mondiale | + 3 s           |
| 7e | Lennert Van Eetvelt | Belgique   | Lotto                      | + 3 s           |
| 8e | Matthew Riccitello  | États-Unis | Israel-Premier Tech        | + 6 s           |
| 9e | Juan Pedro López    | Espagne    | Lidl-Trek                  | + 21 s          |
| 10e | Giulio Pellizzari   | Italie     | Red Bull-Bora-Hansgrohe    | + 26 s          |

| \| Classement général \| Classement général \| Classement général \| Classement général \| Classement général \| \| Coureur \| Coureur \| Pays \| Équipe \| Temps \| \| ------------------ \| ------------------- \| ------------------ \| ----------------------- \| ------------------ \| \| 1er \| Primož Roglič \| Slovénie \| Red Bull-Bora-Hansgrohe \| 18 h 54 min 50 s \| \| 2e \| Juan Ayuso \| Espagne \| UAE Team Emirates XRG \| + 0 s \| \| 3e \| Enric Mas \| Espagne \| Movistar Team \| + 20 s \| \| 4e \| Mikel Landa \| Espagne \| Soudal Quick-Step \| + 21 s \| \| 5e \| Lenny Martinez \| France \| Bahrain Victorious \| + 27 s \| \| 6e \| Lennert Van Eetvelt \| Belgique \| Lotto \| + 27 s \| \| 7e \| Matthew Riccitello \| États-Unis \| Israel-Premier Tech \| + 45 s \| \| 8e \| Harold Martín López \| Équateur \| XDS Astana Team \| + 55 s \| \| 9e \| Junior Lecerf \| Belgique \| Soudal Quick-Step \| + 58 s \| \| 10e \| Laurens De Plus \| Belgique \| Ineos Grenadiers \| + 58 s \| |                     |            |                         |                  |
| |                     |            |                         |                  |
| |                     |            |                         |                  |
| Classement général |                     |            |                         |                  |
| Coureur | Coureur             | Pays       | Équipe                  | Temps            |
| 1er | Primož Roglič       | Slovénie   | Red Bull-Bora-Hansgrohe | 18 h 54 min 50 s |
| 2e | Juan Ayuso          | Espagne    | UAE Team Emirates XRG   | + 0 s            |
| 3e | Enric Mas           | Espagne    | Movistar Team           | + 20 s           |
| 4e | Mikel Landa         | Espagne    | Soudal Quick-Step       | + 21 s           |
| 5e | Lenny Martinez      | France     | Bahrain Victorious      | + 27 s           |
| 6e | Lennert Van Eetvelt | Belgique   | Lotto                   | + 27 s           |
| 7e | Matthew Riccitello  | États-Unis | Israel-Premier Tech     | + 45 s           |
| 8e | Harold Martín López | Équateur   | XDS Astana Team         | + 55 s           |
| 9e | Junior Lecerf       | Belgique   | Soudal Quick-Step       | + 58 s           |
| 10e | Laurens De Plus     | Belgique   | Ineos Grenadiers        | + 58 s           |

### 5eétape
Des bordures provoquent la scission du peloton en plusieurs parties. 30 coureurs se disputent la victoire remportée par Matthew Brennan qui signe un second succès dans cette course. Juan Ayuso qui avait pris une seconde de bonification dans le sprint intermédiaire reprend le maillot de leader du classement général.
| \| Classement de l'étape \| Classement de l'étape \| Classement de l'étape \| Classement de l'étape \| Classement de l'étape \| \| Coureur \| Coureur \| Pays \| Équipe \| Temps \| \| --------------------- \| --------------------- \| --------------------- \| -------------------------- \| --------------------- \| \| 1er \| Matthew Brennan \| Royaume-Uni \| Team Visma \\| Lease a Bike \| 3 h 28 min 14 s \| \| 2e \| Tibor Del Grosso \| Pays-Bas \| Alpecin-Deceuninck \| + 0 s \| \| 3e \| Pavel Bittner \| Tchéquie \| Team Picnic-PostNL \| + 0 s \| \| 4e \| Marijn van den Berg \| Pays-Bas \| EF Education-EasyPost \| + 0 s \| \| 5e \| Corbin Strong \| Nouvelle-Zélande \| Israel-Premier Tech \| + 0 s \| \| 6e \| Axel Laurance \| France \| Ineos Grenadiers \| + 0 s \| \| 7e \| Dorian Godon \| France \| Decathlon-AG2R La Mondiale \| + 0 s \| \| 8e \| Nico Denz \| Allemagne \| Red Bull-Bora-Hansgrohe \| + 0 s \| \| 9e \| Eric Fagúndez \| Uruguay \| Burgos-Burpellet-BH \| + 0 s \| \| 10e \| Juan Ayuso \| Espagne \| UAE Team Emirates XRG \| + 0 s \| |                     |                  |                            |                 |
| |                     |                  |                            |                 |
| |                     |                  |                            |                 |
| Classement de l'étape |                     |                  |                            |                 |
| Coureur | Coureur             | Pays             | Équipe                     | Temps           |
| 1er | Matthew Brennan     | Royaume-Uni      | Team Visma \| Lease a Bike | 3 h 28 min 14 s |
| 2e | Tibor Del Grosso    | Pays-Bas         | Alpecin-Deceuninck         | + 0 s           |
| 3e | Pavel Bittner       | Tchéquie         | Team Picnic-PostNL         | + 0 s           |
| 4e | Marijn van den Berg | Pays-Bas         | EF Education-EasyPost      | + 0 s           |
| 5e | Corbin Strong       | Nouvelle-Zélande | Israel-Premier Tech        | + 0 s           |
| 6e | Axel Laurance       | France           | Ineos Grenadiers           | + 0 s           |
| 7e | Dorian Godon        | France           | Decathlon-AG2R La Mondiale | + 0 s           |
| 8e | Nico Denz           | Allemagne        | Red Bull-Bora-Hansgrohe    | + 0 s           |
| 9e | Eric Fagúndez       | Uruguay          | Burgos-Burpellet-BH        | + 0 s           |
| 10e | Juan Ayuso          | Espagne          | UAE Team Emirates XRG      | + 0 s           |

| \| Classement général \| Classement général \| Classement général \| Classement général \| Classement général \| \| Coureur \| Coureur \| Pays \| Équipe \| Temps \| \| ------------------ \| ------------------- \| ------------------ \| -------------------------- \| ------------------ \| \| 1er \| Juan Ayuso \| Espagne \| UAE Team Emirates XRG \| 22 h 23 min 03 s \| \| 2e \| Primož Roglič \| Slovénie \| Red Bull-Bora-Hansgrohe \| + 1 s \| \| 3e \| Enric Mas \| Espagne \| Movistar Team \| + 21 s \| \| 4e \| Mikel Landa \| Espagne \| Soudal Quick-Step \| + 22 s \| \| 5e \| Lenny Martinez \| France \| Bahrain Victorious \| + 28 s \| \| 6e \| Laurens De Plus \| Belgique \| Ineos Grenadiers \| + 59 s \| \| 7e \| Egan Bernal \| Colombie \| Ineos Grenadiers \| + 59 s \| \| 8e \| Lennert Van Eetvelt \| Belgique \| Lotto \| + 1 min 10 s \| \| 9e \| Simon Yates \| Royaume-Uni \| Team Visma \\| Lease a Bike \| + 1 min 14 s \| \| 10e \| Richard Carapaz \| Équateur \| EF Education-EasyPost \| + 1 min 27 s \| |                     |             |                            |                  |
| |                     |             |                            |                  |
| |                     |             |                            |                  |
| Classement général |                     |             |                            |                  |
| Coureur | Coureur             | Pays        | Équipe                     | Temps            |
| 1er | Juan Ayuso          | Espagne     | UAE Team Emirates XRG      | 22 h 23 min 03 s |
| 2e | Primož Roglič       | Slovénie    | Red Bull-Bora-Hansgrohe    | + 1 s            |
| 3e | Enric Mas           | Espagne     | Movistar Team              | + 21 s           |
| 4e | Mikel Landa         | Espagne     | Soudal Quick-Step          | + 22 s           |
| 5e | Lenny Martinez      | France      | Bahrain Victorious         | + 28 s           |
| 6e | Laurens De Plus     | Belgique    | Ineos Grenadiers           | + 59 s           |
| 7e | Egan Bernal         | Colombie    | Ineos Grenadiers           | + 59 s           |
| 8e | Lennert Van Eetvelt | Belgique    | Lotto                      | + 1 min 10 s     |
| 9e | Simon Yates         | Royaume-Uni | Team Visma \| Lease a Bike | + 1 min 14 s     |
| 10e | Richard Carapaz     | Équateur    | EF Education-EasyPost      | + 1 min 27 s     |

### 6eétape
L'étape est finalement réduite à une vingtaine de kilomètres en raison des conditions atmosphériques (vent violent). À 1 kilomètre du terme, Quinn Simmons attaque puis résiste au retour du peloton pour gagner cette étape très écourtée.
| \| Classement de l'étape \| Classement de l'étape \| Classement de l'étape \| Classement de l'étape \| Classement de l'étape \| \| Coureur \| Coureur \| Pays \| Équipe \| Temps \| \| --------------------- \| --------------------- \| --------------------- \| -------------------------- \| --------------------- \| \| 1er \| Quinn Simmons \| États-Unis \| Lidl-Trek \| 25 min 04 s \| \| 2e \| Pavel Bittner \| Tchéquie \| Team Picnic-PostNL \| + 0 s \| \| 3e \| Anders Foldager \| Danemark \| Team Jayco AlUla \| + 0 s \| \| 4e \| Lennert Van Eetvelt \| Belgique \| Lotto \| + 0 s \| \| 5e \| Ethan Vernon \| Royaume-Uni \| Israel-Premier Tech \| + 0 s \| \| 6e \| Andrea Vendrame \| Italie \| Decathlon-AG2R La Mondiale \| + 0 s \| \| 7e \| Dorian Godon \| France \| Decathlon-AG2R La Mondiale \| + 0 s \| \| 8e \| Axel Laurance \| France \| Ineos Grenadiers \| + 0 s \| \| 9e \| Pau Miquel \| Espagne \| Equipo Kern Pharma \| + 0 s \| \| 10e \| Harold Martín López \| Équateur \| XDS Astana Team \| + 0 s \| |                     |             |                            |             |
| |                     |             |                            |             |
| |                     |             |                            |             |
| Classement de l'étape |                     |             |                            |             |
| Coureur | Coureur             | Pays        | Équipe                     | Temps       |
| 1er | Quinn Simmons       | États-Unis  | Lidl-Trek                  | 25 min 04 s |
| 2e | Pavel Bittner       | Tchéquie    | Team Picnic-PostNL         | + 0 s       |
| 3e | Anders Foldager     | Danemark    | Team Jayco AlUla           | + 0 s       |
| 4e | Lennert Van Eetvelt | Belgique    | Lotto                      | + 0 s       |
| 5e | Ethan Vernon        | Royaume-Uni | Israel-Premier Tech        | + 0 s       |
| 6e | Andrea Vendrame     | Italie      | Decathlon-AG2R La Mondiale | + 0 s       |
| 7e | Dorian Godon        | France      | Decathlon-AG2R La Mondiale | + 0 s       |
| 8e | Axel Laurance       | France      | Ineos Grenadiers           | + 0 s       |
| 9e | Pau Miquel          | Espagne     | Equipo Kern Pharma         | + 0 s       |
| 10e | Harold Martín López | Équateur    | XDS Astana Team            | + 0 s       |

| \| Classement général \| Classement général \| Classement général \| Classement général \| Classement général \| \| Coureur \| Coureur \| Pays \| Équipe \| Temps \| \| ------------------ \| ------------------- \| ------------------ \| -------------------------- \| ------------------ \| \| 1er \| Juan Ayuso \| Espagne \| UAE Team Emirates XRG \| 22 h 48 min 07 s \| \| 2e \| Primož Roglič \| Slovénie \| Red Bull-Bora-Hansgrohe \| + 1 s \| \| 3e \| Enric Mas \| Espagne \| Movistar Team \| + 21 s \| \| 4e \| Mikel Landa \| Espagne \| Soudal Quick-Step \| + 22 s \| \| 5e \| Lenny Martinez \| France \| Bahrain Victorious \| + 28 s \| \| 6e \| Laurens De Plus \| Belgique \| Ineos Grenadiers \| + 59 s \| \| 7e \| Egan Bernal \| Colombie \| Ineos Grenadiers \| + 59 s \| \| 8e \| Lennert Van Eetvelt \| Belgique \| Lotto \| + 1 min 10 s \| \| 9e \| Simon Yates \| Royaume-Uni \| Team Visma \\| Lease a Bike \| + 1 min 14 s \| \| 10e \| Richard Carapaz \| Équateur \| EF Education-EasyPost \| + 1 min 27 s \| |                     |             |                            |                  |
| |                     |             |                            |                  |
| |                     |             |                            |                  |
| Classement général |                     |             |                            |                  |
| Coureur | Coureur             | Pays        | Équipe                     | Temps            |
| 1er | Juan Ayuso          | Espagne     | UAE Team Emirates XRG      | 22 h 48 min 07 s |
| 2e | Primož Roglič       | Slovénie    | Red Bull-Bora-Hansgrohe    | + 1 s            |
| 3e | Enric Mas           | Espagne     | Movistar Team              | + 21 s           |
| 4e | Mikel Landa         | Espagne     | Soudal Quick-Step          | + 22 s           |
| 5e | Lenny Martinez      | France      | Bahrain Victorious         | + 28 s           |
| 6e | Laurens De Plus     | Belgique    | Ineos Grenadiers           | + 59 s           |
| 7e | Egan Bernal         | Colombie    | Ineos Grenadiers           | + 59 s           |
| 8e | Lennert Van Eetvelt | Belgique    | Lotto                      | + 1 min 10 s     |
| 9e | Simon Yates         | Royaume-Uni | Team Visma \| Lease a Bike | + 1 min 14 s     |
| 10e | Richard Carapaz     | Équateur    | EF Education-EasyPost      | + 1 min 27 s     |

### 7eétape
Primož Roglič place une attaque dans l'avant-dernière montée de Montjuïc, à 20,7 km du terme, et se retrouve seul en tête de la course. Le Slovène maintient un avantage d'une vingtaine de secondes sur le peloton dont s'extraient les Belges Laurens De Plus et Lennert Van Eetvelt, gagne l'étape et ravit le maillot blanc et vert de vainqueur du Tour de Catalogne 2025 à Juan Ayuso.
| \| Classement de l'étape \| Classement de l'étape \| Classement de l'étape \| Classement de l'étape \| Classement de l'étape \| \| Coureur \| Coureur \| Pays \| Équipe \| Temps \| \| --------------------- \| --------------------- \| --------------------- \| -------------------------- \| --------------------- \| \| 1er \| Primož Roglič \| Slovénie \| Red Bull-Bora-Hansgrohe \| 1 h 58 min 27 s \| \| 2e \| Laurens De Plus \| Belgique \| Ineos Grenadiers \| + 14 s \| \| 3e \| Lennert Van Eetvelt \| Belgique \| Lotto \| + 14 s \| \| 4e \| Dorian Godon \| France \| Decathlon-AG2R La Mondiale \| + 19 s \| \| 5e \| Sylvain Moniquet \| Belgique \| Cofidis \| + 19 s \| \| 6e \| Lorenzo Fortunato \| Italie \| XDS Astana Team \| + 19 s \| \| 7e \| Corbin Strong \| Nouvelle-Zélande \| Israel-Premier Tech \| + 19 s \| \| 8e \| Simon Yates \| Royaume-Uni \| Team Visma \\| Lease a Bike \| + 19 s \| \| 9e \| Axel Laurance \| France \| Ineos Grenadiers \| + 19 s \| \| 10e \| Rudy Molard \| France \| Groupama-FDJ \| + 19 s \| |                     |                  |                            |                 |
| |                     |                  |                            |                 |
| |                     |                  |                            |                 |
| Classement de l'étape |                     |                  |                            |                 |
| Coureur | Coureur             | Pays             | Équipe                     | Temps           |
| 1er | Primož Roglič       | Slovénie         | Red Bull-Bora-Hansgrohe    | 1 h 58 min 27 s |
| 2e | Laurens De Plus     | Belgique         | Ineos Grenadiers           | + 14 s          |
| 3e | Lennert Van Eetvelt | Belgique         | Lotto                      | + 14 s          |
| 4e | Dorian Godon        | France           | Decathlon-AG2R La Mondiale | + 19 s          |
| 5e | Sylvain Moniquet    | Belgique         | Cofidis                    | + 19 s          |
| 6e | Lorenzo Fortunato   | Italie           | XDS Astana Team            | + 19 s          |
| 7e | Corbin Strong       | Nouvelle-Zélande | Israel-Premier Tech        | + 19 s          |
| 8e | Simon Yates         | Royaume-Uni      | Team Visma \| Lease a Bike | + 19 s          |
| 9e | Axel Laurance       | France           | Ineos Grenadiers           | + 19 s          |
| 10e | Rudy Molard         | France           | Groupama-FDJ               | + 19 s          |

## Classements finals

### Classement général final
| \| Classement général \| Classement général \| Classement général \| Classement général \| Classement général \| \| Coureur \| Coureur \| Pays \| Équipe \| Temps \| \| ------------------ \| ------------------- \| ------------------ \| -------------------------- \| ------------------ \| \| 1er \| Primož Roglič \| Slovénie \| Red Bull-Bora-Hansgrohe \| 24 h 46 min 21 s \| \| 2e \| Juan Ayuso \| Espagne \| UAE Team Emirates XRG \| + 28 s \| \| 3e \| Enric Mas \| Espagne \| Movistar Team \| + 53 s \| \| 4e \| Mikel Landa \| Espagne \| Soudal Quick-Step \| + 54 s \| \| 5e \| Lenny Martinez \| France \| Bahrain Victorious \| + 1 min 00 s \| \| 6e \| Laurens De Plus \| Belgique \| Ineos Grenadiers \| + 1 min 20 s \| \| 7e \| Egan Bernal \| Colombie \| Ineos Grenadiers \| + 1 min 31 s \| \| 8e \| Lennert Van Eetvelt \| Belgique \| Lotto \| + 1 min 33 s \| \| 9e \| Simon Yates \| Royaume-Uni \| Team Visma \\| Lease a Bike \| + 1 min 46 s \| \| 10e \| Richard Carapaz \| Équateur \| EF Education-EasyPost \| + 1 min 59 s \| |                     |             |                            |                  |
| |                     |             |                            |                  |
| Source : ProCyclingStats |                     |             |                            |                  |
| Classement général |                     |             |                            |                  |
| Coureur | Coureur             | Pays        | Équipe                     | Temps            |
| 1er | Primož Roglič       | Slovénie    | Red Bull-Bora-Hansgrohe    | 24 h 46 min 21 s |
| 2e | Juan Ayuso          | Espagne     | UAE Team Emirates XRG      | + 28 s           |
| 3e | Enric Mas           | Espagne     | Movistar Team              | + 53 s           |
| 4e | Mikel Landa         | Espagne     | Soudal Quick-Step          | + 54 s           |
| 5e | Lenny Martinez      | France      | Bahrain Victorious         | + 1 min 00 s     |
| 6e | Laurens De Plus     | Belgique    | Ineos Grenadiers           | + 1 min 20 s     |
| 7e | Egan Bernal         | Colombie    | Ineos Grenadiers           | + 1 min 31 s     |
| 8e | Lennert Van Eetvelt | Belgique    | Lotto                      | + 1 min 33 s     |
| 9e | Simon Yates         | Royaume-Uni | Team Visma \| Lease a Bike | + 1 min 46 s     |
| 10e | Richard Carapaz     | Équateur    | EF Education-EasyPost      | + 1 min 59 s     |

### Classements annexes
| Classement de la montagne | Classement de la montagne | Classement de la montagne | Classement de la montagne  | Classement de la montagne |
| Coureur                   | Coureur                   | Pays                      | Équipe                     | Points                    |
| ------------------------- | ------------------------- | ------------------------- | -------------------------- | ------------------------- |
| 1er                       | Primož Roglič             | Slovénie                  | Red Bull-Bora-Hansgrohe    | 36 pts                    |
| 2e                        | Mats Wenzel               | Luxembourg                | Equipo Kern Pharma         | 36 pts                    |
| 3e                        | Bruno Armirail            | France                    | Decathlon-AG2R La Mondiale | 33 pts                    |
| 4e                        | Juan Ayuso                | Espagne                   | UAE Team Emirates XRG      | 22 pts                    |
| 5e                        | Alex Molenaar             | Pays-Bas                  | Caja Rural-Seguros RGA     | 18 pts                    |
| 6e                        | Danny van der Tuuk        | Pologne                   | Euskaltel-Euskadi          | 16 pts                    |
| 7e                        | Lorenzo Germani           | Italie                    | Groupama-FDJ               | 16 pts                    |
| 8e                        | Mario Aparicio            | Espagne                   | Burgos-Burpellet-BH        | 12 pts                    |
| 9e                        | Pablo Torres Arias        | Espagne                   | UAE Team Emirates XRG      | 12 pts                    |
| 10e                       | Enric Mas                 | Espagne                   | Movistar Team              | 9 pts                     |

| Classement de la montagne | Classement de la montagne | Classement de la montagne | Classement de la montagne  | Classement de la montagne |
| Coureur                   | Coureur                   | Pays                      | Équipe                     | Points                    |
| ------------------------- | ------------------------- | ------------------------- | -------------------------- | ------------------------- |
| 1er                       | Primož Roglič             | Slovénie                  | Red Bull-Bora-Hansgrohe    | 36 pts                    |
| 2e                        | Mats Wenzel               | Luxembourg                | Equipo Kern Pharma         | 36 pts                    |
| 3e                        | Bruno Armirail            | France                    | Decathlon-AG2R La Mondiale | 33 pts                    |
| 4e                        | Juan Ayuso                | Espagne                   | UAE Team Emirates XRG      | 22 pts                    |
| 5e                        | Alex Molenaar             | Pays-Bas                  | Caja Rural-Seguros RGA     | 18 pts                    |
| 6e                        | Danny van der Tuuk        | Pologne                   | Euskaltel-Euskadi          | 16 pts                    |
| 7e                        | Lorenzo Germani           | Italie                    | Groupama-FDJ               | 16 pts                    |
| 8e                        | Mario Aparicio            | Espagne                   | Burgos-Burpellet-BH        | 12 pts                    |
| 9e                        | Pablo Torres Arias        | Espagne                   | UAE Team Emirates XRG      | 12 pts                    |
| 10e                       | Enric Mas                 | Espagne                   | Movistar Team              | 9 pts                     |

| Classement par points | Classement par points | Classement par points | Classement par points   | Classement par points |
| Coureur               | Coureur               | Pays                  | Équipe                  | Points                |
| --------------------- | --------------------- | --------------------- | ----------------------- | --------------------- |
| 1er                   | Primož Roglič         | Slovénie              | Red Bull-Bora-Hansgrohe | 34 pts                |
| 2e                    | Juan Ayuso            | Espagne               | UAE Team Emirates XRG   | 25 pts                |
| 3e                    | Quinn Simmons         | États-Unis            | Lidl-Trek               | 10 pts                |
| 4e                    | Ethan Vernon          | Royaume-Uni           | Israel-Premier Tech     | 10 pts                |
| 5e                    | Pavel Bittner         | Tchéquie              | Team Picnic-PostNL      | 10 pts                |
| 6e                    | Diego Uriarte         | Espagne               | Equipo Kern Pharma      | 8 pts                 |
| 7e                    | Enric Mas             | Espagne               | Movistar Team           | 7 pts                 |
| 8e                    | Mats Wenzel           | Luxembourg            | Equipo Kern Pharma      | 6 pts                 |
| 9e                    | Jan Castellon         | Espagne               | Caja Rural-Seguros RGA  | 6 pts                 |
| 10e                   | Laurens De Plus       | Belgique              | Ineos Grenadiers        | 6 pts                 |

| Classement par points | Classement par points | Classement par points | Classement par points   | Classement par points |
| Coureur               | Coureur               | Pays                  | Équipe                  | Points                |
| --------------------- | --------------------- | --------------------- | ----------------------- | --------------------- |
| 1er                   | Primož Roglič         | Slovénie              | Red Bull-Bora-Hansgrohe | 34 pts                |
| 2e                    | Juan Ayuso            | Espagne               | UAE Team Emirates XRG   | 25 pts                |
| 3e                    | Quinn Simmons         | États-Unis            | Lidl-Trek               | 10 pts                |
| 4e                    | Ethan Vernon          | Royaume-Uni           | Israel-Premier Tech     | 10 pts                |
| 5e                    | Pavel Bittner         | Tchéquie              | Team Picnic-PostNL      | 10 pts                |
| 6e                    | Diego Uriarte         | Espagne               | Equipo Kern Pharma      | 8 pts                 |
| 7e                    | Enric Mas             | Espagne               | Movistar Team           | 7 pts                 |
| 8e                    | Mats Wenzel           | Luxembourg            | Equipo Kern Pharma      | 6 pts                 |
| 9e                    | Jan Castellon         | Espagne               | Caja Rural-Seguros RGA  | 6 pts                 |
| 10e                   | Laurens De Plus       | Belgique              | Ineos Grenadiers        | 6 pts                 |

| Classement du meilleur jeune | Classement du meilleur jeune | Classement du meilleur jeune | Classement du meilleur jeune | Classement du meilleur jeune |
| Coureur                      | Coureur                      | Pays                         | Équipe                       | Temps                        |
| ---------------------------- | ---------------------------- | ---------------------------- | ---------------------------- | ---------------------------- |
| 1er                          | Juan Ayuso                   | Espagne                      | UAE Team Emirates XRG        | 24 h 46 min 49 s             |
| 2e                           | Lenny Martinez               | France                       | Bahrain Victorious           | + 32 s                       |
| 3e                           | Matthew Riccitello           | États-Unis                   | Israel-Premier Tech          | + 1 min 32 s                 |
| 4e                           | Junior Lecerf                | Belgique                     | Soudal Quick-Step            | + 1 min 45 s                 |
| 5e                           | Giulio Pellizzari            | Italie                       | Red Bull-Bora-Hansgrohe      | + 1 min 52 s                 |
| 6e                           | Pablo Torres Arias           | Espagne                      | UAE Team Emirates XRG        | + 7 min 38 s                 |
| 7e                           | Jaume Guardeño               | Espagne                      | Caja Rural-Seguros RGA       | + 9 min 51 s                 |
| 8e                           | Brieuc Rolland               | France                       | Groupama-FDJ                 | + 11 min 01 s                |
| 9e                           | Embret Svestad-Bårdseng      | Norvège                      | Arkéa-B&B Hotels             | + 12 min 06 s                |
| 10e                          | Gianmarco Garofoli           | Italie                       | Soudal Quick-Step            | + 19 min 23 s                |

| Classement du meilleur jeune | Classement du meilleur jeune | Classement du meilleur jeune | Classement du meilleur jeune | Classement du meilleur jeune |
| Coureur                      | Coureur                      | Pays                         | Équipe                       | Temps                        |
| ---------------------------- | ---------------------------- | ---------------------------- | ---------------------------- | ---------------------------- |
| 1er                          | Juan Ayuso                   | Espagne                      | UAE Team Emirates XRG        | 24 h 46 min 49 s             |
| 2e                           | Lenny Martinez               | France                       | Bahrain Victorious           | + 32 s                       |
| 3e                           | Matthew Riccitello           | États-Unis                   | Israel-Premier Tech          | + 1 min 32 s                 |
| 4e                           | Junior Lecerf                | Belgique                     | Soudal Quick-Step            | + 1 min 45 s                 |
| 5e                           | Giulio Pellizzari            | Italie                       | Red Bull-Bora-Hansgrohe      | + 1 min 52 s                 |
| 6e                           | Pablo Torres Arias           | Espagne                      | UAE Team Emirates XRG        | + 7 min 38 s                 |
| 7e                           | Jaume Guardeño               | Espagne                      | Caja Rural-Seguros RGA       | + 9 min 51 s                 |
| 8e                           | Brieuc Rolland               | France                       | Groupama-FDJ                 | + 11 min 01 s                |
| 9e                           | Embret Svestad-Bårdseng      | Norvège                      | Arkéa-B&B Hotels             | + 12 min 06 s                |
| 10e                          | Gianmarco Garofoli           | Italie                       | Soudal Quick-Step            | + 19 min 23 s                |

| Classement par équipes | Classement par équipes     | Classement par équipes | Classement par équipes |
| Équipe                 | Équipe                     | Pays                   | Temps                  |
| ---------------------- | -------------------------- | ---------------------- | ---------------------- |
| 1re                    | Team Visma \| Lease a Bike | Pays-Bas               | 74 h 26 min 13 s       |
| 2e                     | XDS Astana Team            | Kazakhstan             | + 48 s                 |
| 3e                     | Red Bull-BORA-hansgrohe    | Allemagne              | + 1 min 58 s           |
| 4e                     | Ineos Grenadiers           | Royaume-Uni            | + 3 min 47 s           |
| 5e                     | UAE Team Emirates XRG      | Émirats arabes unis    | + 5 min 38 s           |

| Classement par équipes | Classement par équipes     | Classement par équipes | Classement par équipes |
| Équipe                 | Équipe                     | Pays                   | Temps                  |
| ---------------------- | -------------------------- | ---------------------- | ---------------------- |
| 1re                    | Team Visma \| Lease a Bike | Pays-Bas               | 74 h 26 min 13 s       |
| 2e                     | XDS Astana Team            | Kazakhstan             | + 48 s                 |
| 3e                     | Red Bull-BORA-hansgrohe    | Allemagne              | + 1 min 58 s           |
| 4e                     | Ineos Grenadiers           | Royaume-Uni            | + 3 min 47 s           |
| 5e                     | UAE Team Emirates XRG      | Émirats arabes unis    | + 5 min 38 s           |

## Évolution des classements
| Étape              | Vainqueur          | Classement général | Classement de la montagne | Classement des sprints | Classement du meilleur jeune | Classement par équipes |
| ------------------ | ------------------ | ------------------ | ------------------------- | ---------------------- | ---------------------------- | ---------------------- |
| 1                  | Matthew Brennan    | Matthew Brennan    | Danny van der Tuuk        | Matthew Brennan        | Matthew Brennan              | Alpecin-Deceuninck     |
| 2                  | Ethan Vernon       | Matthew Brennan    | Danny van der Tuuk        | Matthew Brennan        | Matthew Brennan              | Alpecin-Deceuninck     |
| 3                  | Juan Ayuso         | Juan Ayuso         | Bruno Armirail            | Matthew Brennan        | Juan Ayuso                   | Visma-Lease a Bike     |
| 4                  | Primož Roglič      | Primož Roglič      | Bruno Armirail            | Primož Roglič          | Juan Ayuso                   | XDS Astana             |
| 5                  | Matthew Brennan    | Juan Ayuso         | Bruno Armirail            | Matthew Brennan        | Juan Ayuso                   | Visma-Lease a Bike     |
| 6                  | Quinn Simmons      | Juan Ayuso         | Bruno Armirail            | Juan Ayuso             | Juan Ayuso                   | Visma-Lease a Bike     |
| 7                  | Primož Roglič      | Primož Roglič      | Primož Roglič             | Primož Roglič          | Juan Ayuso                   | Visma-Lease a Bike     |
| Classements finals | Classements finals | Primož Roglič      | Primož Roglič             | Primož Roglič          | Juan Ayuso                   | Visma-Lease a Bike     |

## Liste des participants
| UAE Team Emirates XRG UAD                     | UAE Team Emirates XRG UAD | UAE Team Emirates XRG UAD |
| --------------------------------------------- | ------------------------- | ------------------------- |
| Num                                           | Coureur                   | Pos                       |
| 1                                             | Marc Soler (ESP)          | 26e                       |
| 2                                             | Adam Yates (GBR)          | 32e                       |
| 3                                             | Juan Ayuso (ESP)          | 2e                        |
| 4                                             | Pavel Sivakov (FRA)       | AB-7                      |
| 5                                             | Pablo Torres Arias (ESP)  | 28e                       |
| 6                                             | Domen Novak (SLO) (route) | AB-7                      |
| 7                                             | Julius Johansen (DEN)     | 116e                      |
| Directeur sportif : Fabrizio Guidi, Tomás Gil |                           |                           |

| Team Visma \| Lease a Bike TVL               | Team Visma \| Lease a Bike TVL | Team Visma \| Lease a Bike TVL |
| -------------------------------------------- | ------------------------------ | ------------------------------ |
| Num                                          | Coureur                        | Pos                            |
| 11                                           | Sepp Kuss (USA)                | 23e                            |
| 12                                           | Wilco Kelderman (NED)          | 21e                            |
| 13                                           | Simon Yates (GBR)              | 9e                             |
| 14                                           | Bart Lemmen (NED)              | AB-4                           |
| 15                                           | Matthew Brennan (GBR)          | NP-6                           |
| 16                                           | Menno Huising (NED)            | 60e                            |
| 17                                           | Steven Kruijswijk (NED)        | AB-7                           |
| Directeur sportif : Frans Maassen, Marc Reef |                                |                                |

| Soudal Quick-Step SOQ                               | Soudal Quick-Step SOQ        | Soudal Quick-Step SOQ |
| --------------------------------------------------- | ---------------------------- | --------------------- |
| Num                                                 | Coureur                      | Pos                   |
| 21                                                  | Mikel Landa (ESP)            | 4e                    |
| 22                                                  | Valentin Paret-Peintre (FRA) | AB-4                  |
| 23                                                  | Junior Lecerf (BEL)          | 14e                   |
| 24                                                  | Ethan Hayter (GBR) (route)   | 104e                  |
| 25                                                  | Gianmarco Garofoli (ITA)     | 44e                   |
| 26                                                  | James Knox (GBR)             | 50e                   |
| 27                                                  | Pieter Serry (BEL)           | 80e                   |
| Directeur sportif : Geert Van Bondt, Klaas Lodewyck |                              |                       |

| Lidl-Trek LTK                                    | Lidl-Trek LTK                 | Lidl-Trek LTK |
| ------------------------------------------------ | ----------------------------- | ------------- |
| Num                                              | Coureur                       | Pos           |
| 31                                               | Quinn Simmons (USA)           | 67e           |
| 32                                               | Juan Pedro López (ESP)        | 15e           |
| 33                                               | Carlos Verona (ESP)           | 47e           |
| 34                                               | Sam Oomen (NED)               | 42e           |
| 35                                               | Tao Geoghegan Hart (GBR)      | NP-2          |
| 36                                               | Lennard Kämna (GER)           | 64e           |
| 37                                               | Amanuel Ghebreigzabhier (ERI) | 57e           |
| Directeur sportif : Maxime Monfort, Kim Andersen |                               |               |

| Red Bull-Bora-Hansgrohe RBH                    | Red Bull-Bora-Hansgrohe RBH   | Red Bull-Bora-Hansgrohe RBH |
| ---------------------------------------------- | ----------------------------- | --------------------------- |
| Num                                            | Coureur                       | Pos                         |
| 41                                             | Primož Roglič (SLO)           | 1er                         |
| 42                                             | Jan Tratnik (SLO)             | 90e                         |
| 43                                             | Giulio Pellizzari (ITA)       | 16e                         |
| 44                                             | Giovanni Aleotti (ITA)        | 36e                         |
| 45                                             | Frederik Wandahl (DEN)        | 68e                         |
| 46                                             | Alexander Hajek (AUT) (route) | 85e                         |
| 47                                             | Nico Denz (GER)               | 106e                        |
| Directeur sportif : Patxi Vila, Shane Archbold |                               |                             |

| Decathlon-AG2R La Mondiale DAT                        | Decathlon-AG2R La Mondiale DAT | Decathlon-AG2R La Mondiale DAT |
| ----------------------------------------------------- | ------------------------------ | ------------------------------ |
| Num                                                   | Coureur                        | Pos                            |
| 51                                                    | Felix Gall (AUT)               | NP-6                           |
| 52                                                    | Dorian Godon (FRA)             | 54e                            |
| 53                                                    | Andrea Vendrame (ITA)          | 73e                            |
| 54                                                    | Clément Berthet (FRA)          | 53e                            |
| 55                                                    | Bruno Armirail (FRA)           | 65e                            |
| 56                                                    | Johannes Staune-Mittet (NOR)   | 56e                            |
| 57                                                    | Geoffrey Bouchard (FRA)        | 46e                            |
| Directeur sportif : Sébastien Joly, José Luis Arrieta |                                |                                |

| Ineos Grenadiers IGD                                | Ineos Grenadiers IGD      | Ineos Grenadiers IGD |
| --------------------------------------------------- | ------------------------- | -------------------- |
| Num                                                 | Coureur                   | Pos                  |
| 61                                                  | Geraint Thomas (GBR)      | 45e                  |
| 62                                                  | Egan Bernal (COL) (route) | 7e                   |
| 63                                                  | Laurens De Plus (BEL)     | 6e                   |
| 64                                                  | Axel Laurance (FRA)       | 83e                  |
| 65                                                  | Michael Leonard (CAN)     | 103e                 |
| 66                                                  | Lucas Hamilton (AUS)      | 105e                 |
| 67                                                  | Omar Fraile (ESP)         | 84e                  |
| Directeur sportif : Zakkari Dempster, Xabier Zandio |                           |                      |

| Alpecin-Deceuninck ADC                           | Alpecin-Deceuninck ADC  | Alpecin-Deceuninck ADC |
| ------------------------------------------------ | ----------------------- | ---------------------- |
| Num                                              | Coureur                 | Pos                    |
| 71                                               | Kaden Groves (AUS)      | AB-4                   |
| 72                                               | Quinten Hermans (BEL)   | NP-4                   |
| 73                                               | Tibor Del Grosso (NED)  | NP-7                   |
| 74                                               | Stan Van Tricht (BEL)   | AB-3                   |
| 75                                               | Gal Glivar (SLO)        | NP-4                   |
| 76                                               | Edward Planckaert (BEL) | 86e                    |
| 77                                               | Jimmy Janssens (BEL)    | AB-7                   |
| Directeur sportif : Gianni Meersman, Luuc Bugter |                         |                        |

| Groupama-FDJ GFC                                      | Groupama-FDJ GFC          | Groupama-FDJ GFC |
| ----------------------------------------------------- | ------------------------- | ---------------- |
| Num                                                   | Coureur                   | Pos              |
| 81                                                    | Rudy Molard (FRA)         | 74e              |
| 82                                                    | Brieuc Rolland (FRA)      | 34e              |
| 83                                                    | Rémy Rochas (FRA)         | AB-7             |
| 84                                                    | Tom Donnenwirth (FRA)     | 118e             |
| 85                                                    | Clément Braz Afonso (FRA) | 39e              |
| 86                                                    | Enzo Paleni (FRA)         | 79e              |
| 87                                                    | Lorenzo Germani (ITA)     | 48e              |
| Directeur sportif : Stéphane Goubert, Jussi Veikkanen |                           |                  |

| EF Education-EasyPost EFE                              | EF Education-EasyPost EFE     | EF Education-EasyPost EFE |
| ------------------------------------------------------ | ----------------------------- | ------------------------- |
| Num                                                    | Coureur                       | Pos                       |
| 91                                                     | Richard Carapaz (ECU)         | 10e                       |
| 92                                                     | Marijn van den Berg (NED)     | NP-6                      |
| 93                                                     | Georg Steinhauser (GER)       | 55e                       |
| 94                                                     | Esteban Chaves (COL)          | 30e                       |
| 95                                                     | Darren Rafferty (IRL) (route) | 87e                       |
| 96                                                     | Hugh Carthy (GBR)             | AB-4                      |
| 97                                                     | James Shaw (GBR)              | 82e                       |
| Directeur sportif : Tejay van Garderen, Matti Breschel |                               |                           |

| Movistar Team MOV                                                  | Movistar Team MOV       | Movistar Team MOV |
| ------------------------------------------------------------------ | ----------------------- | ----------------- |
| Num                                                                | Coureur                 | Pos               |
| 101                                                                | Enric Mas (ESP)         | 3e                |
| 102                                                                | Gregor Mühlberger (AUT) | 70e               |
| 103                                                                | Nairo Quintana (COL)    | 19e               |
| 104                                                                | William Barta (USA)     | AB-7              |
| 105                                                                | Antonio Pedrero (ESP)   | 75e               |
| 106                                                                | Michel Hessmann (GER)   | 89e               |
| 107                                                                | Albert Torres (ESP)     | AB-7              |
| Directeur sportif : José Joaquín Rojas, José Vicente García Acosta |                         |                   |

| Team Jayco AlUla JAY                             | Team Jayco AlUla JAY          | Team Jayco AlUla JAY |
| ------------------------------------------------ | ----------------------------- | -------------------- |
| Num                                              | Coureur                       | Pos                  |
| 111                                              | Ben O'Connor (AUS)            | 12e                  |
| 112                                              | Anders Foldager (DEN)         | 107e                 |
| 113                                              | Koen Bouwman (NED)            | 96e                  |
| 114                                              | Hagos Welay Berhe (ETH)       | AB-4                 |
| 115                                              | Alessandro De Marchi (ITA)    | 110e                 |
| 116                                              | Asbjørn Hellemose (DEN)       | 69e                  |
| 117                                              | Christopher Juul Jensen (DEN) | 94e                  |
| Directeur sportif : Steve Cummings, Rafael Valls |                               |                      |

| Intermarché-Wanty IWA                                   | Intermarché-Wanty IWA   | Intermarché-Wanty IWA |
| ------------------------------------------------------- | ----------------------- | --------------------- |
| Num                                                     | Coureur                 | Pos                   |
| 121                                                     | Kamiel Bonneu (BEL)     | NP-1                  |
| 122                                                     | Louis Meintjes (RSA)    | 40e                   |
| 123                                                     | Dion Smith (NZL)        | 66e                   |
| 124                                                     | Dries De Pooter (BEL)   | NP-4                  |
| 125                                                     | Alexy Faure Prost (FRA) | 91e                   |
| 126                                                     | Kevin Colleoni (ITA)    | 98e                   |
| 127                                                     | Tom Paquot (BEL)        | AB-7                  |
| Directeur sportif : Steven De Neef, Sébastien Demarbaix |                         |                       |

| Team Picnic-PostNL TPP                                 | Team Picnic-PostNL TPP    | Team Picnic-PostNL TPP |
| ------------------------------------------------------ | ------------------------- | ---------------------- |
| Num                                                    | Coureur                   | Pos                    |
| 131                                                    | Pavel Bittner (CZE)       | 93e                    |
| 132                                                    | Frank van den Broek (NED) | 77e                    |
| 133                                                    | Nils Eekhoff (NED)        | NP-6                   |
| 134                                                    | Patrick Eddy (AUS)        | AB-7                   |
| 135                                                    | Robbe Dhondt (BEL)        | 119e                   |
| 136                                                    | Timo Roosen (NED)         | AB-7                   |
| 137                                                    | Romain Combaud (FRA)      | 112e                   |
| Directeur sportif : Pim Ligthart, Christian Guiberteau |                           |                        |

| Bahrain Victorious TBV                                  | Bahrain Victorious TBV  | Bahrain Victorious TBV |
| ------------------------------------------------------- | ----------------------- | ---------------------- |
| Num                                                     | Coureur                 | Pos                    |
| 141                                                     | Lenny Martinez (FRA)    | 5e                     |
| 142                                                     | Matevž Govekar (SLO)    | AB-7                   |
| 143                                                     | Afonso Eulálio (POR)    | 61e                    |
| 144                                                     | Rainer Kepplinger (AUT) | AB-3                   |
| 145                                                     | Finlay Pickering (GBR)  | NP-4                   |
| 146                                                     | Fran Miholjević (CRO)   | 102e                   |
| 147                                                     | Nicolò Buratti (ITA)    | AB-7                   |
| Directeur sportif : Franco Pellizotti, Xavier Florencio |                         |                        |

| Arkéa-B&B Hotels ARK             | Arkéa-B&B Hotels ARK          | Arkéa-B&B Hotels ARK |
| -------------------------------- | ----------------------------- | -------------------- |
| Num                              | Coureur                       | Pos                  |
| 151                              | Cristian Rodríguez (ESP)      | 24e                  |
| 152                              | Michel Ries (LUX)             | 33e                  |
| 153                              | Embret Svestad-Bårdseng (NOR) | 35e                  |
| 154                              | Louis Rouland (FRA)           | 109e                 |
| 155                              | Victor Guernalec (FRA)        | 99e                  |
| 156                              | Élie Gesbert (FRA)            | AB-3                 |
| 157                              | Laurens Huys (BEL)            | AB-3                 |
| Directeur sportif : Roger Tréhin |                               |                      |

| Cofidis COF                                                | Cofidis COF                 | Cofidis COF |
| ---------------------------------------------------------- | --------------------------- | ----------- |
| Num                                                        | Coureur                     | Pos         |
| 161                                                        | Stanisław Aniołkowski (POL) | NP-4        |
| 162                                                        | Sylvain Moniquet (BEL)      | 108e        |
| 163                                                        | Emanuel Buchmann (GER)      | 22e         |
| 164                                                        | Jesús Herrada (ESP)         | 72e         |
| 165                                                        | Jonathan Lastra (ESP)       | AB-7        |
| 166                                                        | Nolann Mahoudo (FRA)        | AB-2        |
| 167                                                        | Hugo Toumire (FRA)          | 120e        |
| Directeur sportif : Gorka Gerrikagoitia, Yvonnick Bolgiani |                             |             |

| XDS Astana Team XAT                                   | XDS Astana Team XAT           | XDS Astana Team XAT |
| ----------------------------------------------------- | ----------------------------- | ------------------- |
| Num                                                   | Coureur                       | Pos                 |
| 171                                                   | Lorenzo Fortunato (ITA)       | 20e                 |
| 172                                                   | Henok Mulubrhan (ERI) (route) | 88e                 |
| 173                                                   | Wout Poels (NED)              | 18e                 |
| 174                                                   | Harold Martín López (ECU)     | 13e                 |
| 175                                                   | Darren van Bekkum (NED)       | 52e                 |
| 176                                                   | Su Haoyu (CHN)                | AB-3                |
| 177                                                   | Ide Schelling (NED)           | NP-7                |
| Directeur sportif : Dmitriy Fofonov, Bruno Cenghialta |                               |                     |

| Lotto LOT                                     | Lotto LOT                   | Lotto LOT |
| --------------------------------------------- | --------------------------- | --------- |
| Num                                           | Coureur                     | Pos       |
| 181                                           | Lennert Van Eetvelt (BEL)   | 8e        |
| 182                                           | Logan Currie (NZL)          | 76e       |
| 183                                           | Eduardo Sepúlveda (ARG)     | 51e       |
| 184                                           | Reuben Thompson (NZL)       | 41e       |
| 185                                           | Henri Vandenabeele (BEL)    | AB-3      |
| 186                                           | Jonas Gregaard Wilsly (DEN) | 113e      |
| 187                                           | Jarrad Drizners (AUS)       | AB-7      |
| Directeur sportif : Mario Aerts, Marc Wauters |                             |           |

| Israel-Premier Tech IPT                                | Israel-Premier Tech IPT  | Israel-Premier Tech IPT |
| ------------------------------------------------------ | ------------------------ | ----------------------- |
| Num                                                    | Coureur                  | Pos                     |
| 191                                                    | Corbin Strong (NZL)      | 49e                     |
| 192                                                    | Matthew Riccitello (USA) | 11e                     |
| 193                                                    | George Bennett (NZL)     | 25e                     |
| 194                                                    | Ethan Vernon (GBR)       | 92e                     |
| 195                                                    | Nick Schultz (AUS)       | 100e                    |
| 196                                                    | Itamar Einhorn (ISR)     | AB-7                    |
| 197                                                    | Simon Clarke (AUS)       | NP-2                    |
| Directeur sportif : Óscar Guerrero, Alexander Cataford |                          |                         |

| Caja Rural-Seguros RGA CJR                            | Caja Rural-Seguros RGA CJR | Caja Rural-Seguros RGA CJR |
| ----------------------------------------------------- | -------------------------- | -------------------------- |
| Num                                                   | Coureur                    | Pos                        |
| 201                                                   | Alex Molenaar (NED)        | 81e                        |
| 202                                                   | Jaume Guardeño (ESP)       | 31e                        |
| 203                                                   | Abel Balderstone (ESP)     | 101e                       |
| 204                                                   | Daniel Babor (CZE)         | AB-7                       |
| 205                                                   | Sebastian Berwick (AUS)    | AB-7                       |
| 206                                                   | Calum Johnston (GBR)       | 111e                       |
| 207                                                   | Jan Castellon (ESP)        | 121e                       |
| Directeur sportif : Aritz Bagües, Juan Carlos Vázquez |                            |                            |

| Equipo Kern Pharma EKP                   | Equipo Kern Pharma EKP | Equipo Kern Pharma EKP |
| ---------------------------------------- | ---------------------- | ---------------------- |
| Num                                      | Coureur                | Pos                    |
| 211                                      | Pau Miquel (ESP)       | 59e                    |
| 212                                      | Urko Berrade (ESP)     | 78e                    |
| 213                                      | José Félix Parra (ESP) | 63e                    |
| 214                                      | Mats Wenzel (LUX)      | 95e                    |
| 215                                      | Iván Sosa (COL)        | 43e                    |
| 216                                      | Iván Cobo (ESP)        | 58e                    |
| 217                                      | Diego Uriarte (ESP)    | 115e                   |
| Directeur sportif : Carlos Antón Jiménez |                        |                        |

| Burgos-Burpellet-BH BBH                      | Burgos-Burpellet-BH BBH     | Burgos-Burpellet-BH BBH |
| -------------------------------------------- | --------------------------- | ----------------------- |
| Num                                          | Coureur                     | Pos                     |
| 221                                          | José Luis Faura (ESP)       | AB-1                    |
| 222                                          | Eric Fagúndez (URU)         | 37e                     |
| 223                                          | José Manuel Díaz (ESP)      | 17e                     |
| 224                                          | Sergio Chumil (GUA) (route) | 38e                     |
| 225                                          | Mario Aparicio (ESP)        | 29e                     |
| 226                                          | Josh Burnett (NZL)          | 71e                     |
| 227                                          | Carlos García Pierna (ESP)  | 27e                     |
| Directeur sportif : Damien Garcia, Jetse Bol |                             |                         |

| Euskaltel-Euskadi EUS                         | Euskaltel-Euskadi EUS    | Euskaltel-Euskadi EUS |
| --------------------------------------------- | ------------------------ | --------------------- |
| Num                                           | Coureur                  | Pos                   |
| 231                                           | Jon Aberasturi (ESP)     | NP-6                  |
| 232                                           | Márton Dina (HUN)        | 114e                  |
| 233                                           | Mikel Bizkarra (ESP)     | 62e                   |
| 234                                           | Jokin Murguialday (ESP)  | 122e                  |
| 235                                           | Jon Agirre (ESP)         | AB-1                  |
| 236                                           | Danny van der Tuuk (POL) | 117e                  |
| 237                                           | Nicolás Alustiza (ESP)   | 97e                   |
| Directeur sportif : Rubén Pérez, Jorge Azanza |                          |                       |

| UAE Team Emirates XRG UAD                     | UAE Team Emirates XRG UAD | UAE Team Emirates XRG UAD |
| --------------------------------------------- | ------------------------- | ------------------------- |
| Num                                           | Coureur                   | Pos                       |
| 1                                             | Marc Soler (ESP)          | 26e                       |
| 2                                             | Adam Yates (GBR)          | 32e                       |
| 3                                             | Juan Ayuso (ESP)          | 2e                        |
| 4                                             | Pavel Sivakov (FRA)       | AB-7                      |
| 5                                             | Pablo Torres Arias (ESP)  | 28e                       |
| 6                                             | Domen Novak (SLO) (route) | AB-7                      |
| 7                                             | Julius Johansen (DEN)     | 116e                      |
| Directeur sportif : Fabrizio Guidi, Tomás Gil |                           |                           |

| Team Visma \| Lease a Bike TVL               | Team Visma \| Lease a Bike TVL | Team Visma \| Lease a Bike TVL |
| -------------------------------------------- | ------------------------------ | ------------------------------ |
| Num                                          | Coureur                        | Pos                            |
| 11                                           | Sepp Kuss (USA)                | 23e                            |
| 12                                           | Wilco Kelderman (NED)          | 21e                            |
| 13                                           | Simon Yates (GBR)              | 9e                             |
| 14                                           | Bart Lemmen (NED)              | AB-4                           |
| 15                                           | Matthew Brennan (GBR)          | NP-6                           |
| 16                                           | Menno Huising (NED)            | 60e                            |
| 17                                           | Steven Kruijswijk (NED)        | AB-7                           |
| Directeur sportif : Frans Maassen, Marc Reef |                                |                                |

| Soudal Quick-Step SOQ                               | Soudal Quick-Step SOQ        | Soudal Quick-Step SOQ |
| --------------------------------------------------- | ---------------------------- | --------------------- |
| Num                                                 | Coureur                      | Pos                   |
| 21                                                  | Mikel Landa (ESP)            | 4e                    |
| 22                                                  | Valentin Paret-Peintre (FRA) | AB-4                  |
| 23                                                  | Junior Lecerf (BEL)          | 14e                   |
| 24                                                  | Ethan Hayter (GBR) (route)   | 104e                  |
| 25                                                  | Gianmarco Garofoli (ITA)     | 44e                   |
| 26                                                  | James Knox (GBR)             | 50e                   |
| 27                                                  | Pieter Serry (BEL)           | 80e                   |
| Directeur sportif : Geert Van Bondt, Klaas Lodewyck |                              |                       |

| Lidl-Trek LTK                                    | Lidl-Trek LTK                 | Lidl-Trek LTK |
| ------------------------------------------------ | ----------------------------- | ------------- |
| Num                                              | Coureur                       | Pos           |
| 31                                               | Quinn Simmons (USA)           | 67e           |
| 32                                               | Juan Pedro López (ESP)        | 15e           |
| 33                                               | Carlos Verona (ESP)           | 47e           |
| 34                                               | Sam Oomen (NED)               | 42e           |
| 35                                               | Tao Geoghegan Hart (GBR)      | NP-2          |
| 36                                               | Lennard Kämna (GER)           | 64e           |
| 37                                               | Amanuel Ghebreigzabhier (ERI) | 57e           |
| Directeur sportif : Maxime Monfort, Kim Andersen |                               |               |

| Red Bull-Bora-Hansgrohe RBH                    | Red Bull-Bora-Hansgrohe RBH   | Red Bull-Bora-Hansgrohe RBH |
| ---------------------------------------------- | ----------------------------- | --------------------------- |
| Num                                            | Coureur                       | Pos                         |
| 41                                             | Primož Roglič (SLO)           | 1er                         |
| 42                                             | Jan Tratnik (SLO)             | 90e                         |
| 43                                             | Giulio Pellizzari (ITA)       | 16e                         |
| 44                                             | Giovanni Aleotti (ITA)        | 36e                         |
| 45                                             | Frederik Wandahl (DEN)        | 68e                         |
| 46                                             | Alexander Hajek (AUT) (route) | 85e                         |
| 47                                             | Nico Denz (GER)               | 106e                        |
| Directeur sportif : Patxi Vila, Shane Archbold |                               |                             |

| Decathlon-AG2R La Mondiale DAT                        | Decathlon-AG2R La Mondiale DAT | Decathlon-AG2R La Mondiale DAT |
| ----------------------------------------------------- | ------------------------------ | ------------------------------ |
| Num                                                   | Coureur                        | Pos                            |
| 51                                                    | Felix Gall (AUT)               | NP-6                           |
| 52                                                    | Dorian Godon (FRA)             | 54e                            |
| 53                                                    | Andrea Vendrame (ITA)          | 73e                            |
| 54                                                    | Clément Berthet (FRA)          | 53e                            |
| 55                                                    | Bruno Armirail (FRA)           | 65e                            |
| 56                                                    | Johannes Staune-Mittet (NOR)   | 56e                            |
| 57                                                    | Geoffrey Bouchard (FRA)        | 46e                            |
| Directeur sportif : Sébastien Joly, José Luis Arrieta |                                |                                |

| Ineos Grenadiers IGD                                | Ineos Grenadiers IGD      | Ineos Grenadiers IGD |
| --------------------------------------------------- | ------------------------- | -------------------- |
| Num                                                 | Coureur                   | Pos                  |
| 61                                                  | Geraint Thomas (GBR)      | 45e                  |
| 62                                                  | Egan Bernal (COL) (route) | 7e                   |
| 63                                                  | Laurens De Plus (BEL)     | 6e                   |
| 64                                                  | Axel Laurance (FRA)       | 83e                  |
| 65                                                  | Michael Leonard (CAN)     | 103e                 |
| 66                                                  | Lucas Hamilton (AUS)      | 105e                 |
| 67                                                  | Omar Fraile (ESP)         | 84e                  |
| Directeur sportif : Zakkari Dempster, Xabier Zandio |                           |                      |

| Alpecin-Deceuninck ADC                           | Alpecin-Deceuninck ADC  | Alpecin-Deceuninck ADC |
| ------------------------------------------------ | ----------------------- | ---------------------- |
| Num                                              | Coureur                 | Pos                    |
| 71                                               | Kaden Groves (AUS)      | AB-4                   |
| 72                                               | Quinten Hermans (BEL)   | NP-4                   |
| 73                                               | Tibor Del Grosso (NED)  | NP-7                   |
| 74                                               | Stan Van Tricht (BEL)   | AB-3                   |
| 75                                               | Gal Glivar (SLO)        | NP-4                   |
| 76                                               | Edward Planckaert (BEL) | 86e                    |
| 77                                               | Jimmy Janssens (BEL)    | AB-7                   |
| Directeur sportif : Gianni Meersman, Luuc Bugter |                         |                        |

| Groupama-FDJ GFC                                      | Groupama-FDJ GFC          | Groupama-FDJ GFC |
| ----------------------------------------------------- | ------------------------- | ---------------- |
| Num                                                   | Coureur                   | Pos              |
| 81                                                    | Rudy Molard (FRA)         | 74e              |
| 82                                                    | Brieuc Rolland (FRA)      | 34e              |
| 83                                                    | Rémy Rochas (FRA)         | AB-7             |
| 84                                                    | Tom Donnenwirth (FRA)     | 118e             |
| 85                                                    | Clément Braz Afonso (FRA) | 39e              |
| 86                                                    | Enzo Paleni (FRA)         | 79e              |
| 87                                                    | Lorenzo Germani (ITA)     | 48e              |
| Directeur sportif : Stéphane Goubert, Jussi Veikkanen |                           |                  |

| EF Education-EasyPost EFE                              | EF Education-EasyPost EFE     | EF Education-EasyPost EFE |
| ------------------------------------------------------ | ----------------------------- | ------------------------- |
| Num                                                    | Coureur                       | Pos                       |
| 91                                                     | Richard Carapaz (ECU)         | 10e                       |
| 92                                                     | Marijn van den Berg (NED)     | NP-6                      |
| 93                                                     | Georg Steinhauser (GER)       | 55e                       |
| 94                                                     | Esteban Chaves (COL)          | 30e                       |
| 95                                                     | Darren Rafferty (IRL) (route) | 87e                       |
| 96                                                     | Hugh Carthy (GBR)             | AB-4                      |
| 97                                                     | James Shaw (GBR)              | 82e                       |
| Directeur sportif : Tejay van Garderen, Matti Breschel |                               |                           |

| Movistar Team MOV                                                  | Movistar Team MOV       | Movistar Team MOV |
| ------------------------------------------------------------------ | ----------------------- | ----------------- |
| Num                                                                | Coureur                 | Pos               |
| 101                                                                | Enric Mas (ESP)         | 3e                |
| 102                                                                | Gregor Mühlberger (AUT) | 70e               |
| 103                                                                | Nairo Quintana (COL)    | 19e               |
| 104                                                                | William Barta (USA)     | AB-7              |
| 105                                                                | Antonio Pedrero (ESP)   | 75e               |
| 106                                                                | Michel Hessmann (GER)   | 89e               |
| 107                                                                | Albert Torres (ESP)     | AB-7              |
| Directeur sportif : José Joaquín Rojas, José Vicente García Acosta |                         |                   |

| Team Jayco AlUla JAY                             | Team Jayco AlUla JAY          | Team Jayco AlUla JAY |
| ------------------------------------------------ | ----------------------------- | -------------------- |
| Num                                              | Coureur                       | Pos                  |
| 111                                              | Ben O'Connor (AUS)            | 12e                  |
| 112                                              | Anders Foldager (DEN)         | 107e                 |
| 113                                              | Koen Bouwman (NED)            | 96e                  |
| 114                                              | Hagos Welay Berhe (ETH)       | AB-4                 |
| 115                                              | Alessandro De Marchi (ITA)    | 110e                 |
| 116                                              | Asbjørn Hellemose (DEN)       | 69e                  |
| 117                                              | Christopher Juul Jensen (DEN) | 94e                  |
| Directeur sportif : Steve Cummings, Rafael Valls |                               |                      |

| Intermarché-Wanty IWA                                   | Intermarché-Wanty IWA   | Intermarché-Wanty IWA |
| ------------------------------------------------------- | ----------------------- | --------------------- |
| Num                                                     | Coureur                 | Pos                   |
| 121                                                     | Kamiel Bonneu (BEL)     | NP-1                  |
| 122                                                     | Louis Meintjes (RSA)    | 40e                   |
| 123                                                     | Dion Smith (NZL)        | 66e                   |
| 124                                                     | Dries De Pooter (BEL)   | NP-4                  |
| 125                                                     | Alexy Faure Prost (FRA) | 91e                   |
| 126                                                     | Kevin Colleoni (ITA)    | 98e                   |
| 127                                                     | Tom Paquot (BEL)        | AB-7                  |
| Directeur sportif : Steven De Neef, Sébastien Demarbaix |                         |                       |

| Team Picnic-PostNL TPP                                 | Team Picnic-PostNL TPP    | Team Picnic-PostNL TPP |
| ------------------------------------------------------ | ------------------------- | ---------------------- |
| Num                                                    | Coureur                   | Pos                    |
| 131                                                    | Pavel Bittner (CZE)       | 93e                    |
| 132                                                    | Frank van den Broek (NED) | 77e                    |
| 133                                                    | Nils Eekhoff (NED)        | NP-6                   |
| 134                                                    | Patrick Eddy (AUS)        | AB-7                   |
| 135                                                    | Robbe Dhondt (BEL)        | 119e                   |
| 136                                                    | Timo Roosen (NED)         | AB-7                   |
| 137                                                    | Romain Combaud (FRA)      | 112e                   |
| Directeur sportif : Pim Ligthart, Christian Guiberteau |                           |                        |

| Bahrain Victorious TBV                                  | Bahrain Victorious TBV  | Bahrain Victorious TBV |
| ------------------------------------------------------- | ----------------------- | ---------------------- |
| Num                                                     | Coureur                 | Pos                    |
| 141                                                     | Lenny Martinez (FRA)    | 5e                     |
| 142                                                     | Matevž Govekar (SLO)    | AB-7                   |
| 143                                                     | Afonso Eulálio (POR)    | 61e                    |
| 144                                                     | Rainer Kepplinger (AUT) | AB-3                   |
| 145                                                     | Finlay Pickering (GBR)  | NP-4                   |
| 146                                                     | Fran Miholjević (CRO)   | 102e                   |
| 147                                                     | Nicolò Buratti (ITA)    | AB-7                   |
| Directeur sportif : Franco Pellizotti, Xavier Florencio |                         |                        |

| Arkéa-B&B Hotels ARK             | Arkéa-B&B Hotels ARK          | Arkéa-B&B Hotels ARK |
| -------------------------------- | ----------------------------- | -------------------- |
| Num                              | Coureur                       | Pos                  |
| 151                              | Cristian Rodríguez (ESP)      | 24e                  |
| 152                              | Michel Ries (LUX)             | 33e                  |
| 153                              | Embret Svestad-Bårdseng (NOR) | 35e                  |
| 154                              | Louis Rouland (FRA)           | 109e                 |
| 155                              | Victor Guernalec (FRA)        | 99e                  |
| 156                              | Élie Gesbert (FRA)            | AB-3                 |
| 157                              | Laurens Huys (BEL)            | AB-3                 |
| Directeur sportif : Roger Tréhin |                               |                      |

| Cofidis COF                                                | Cofidis COF                 | Cofidis COF |
| ---------------------------------------------------------- | --------------------------- | ----------- |
| Num                                                        | Coureur                     | Pos         |
| 161                                                        | Stanisław Aniołkowski (POL) | NP-4        |
| 162                                                        | Sylvain Moniquet (BEL)      | 108e        |
| 163                                                        | Emanuel Buchmann (GER)      | 22e         |
| 164                                                        | Jesús Herrada (ESP)         | 72e         |
| 165                                                        | Jonathan Lastra (ESP)       | AB-7        |
| 166                                                        | Nolann Mahoudo (FRA)        | AB-2        |
| 167                                                        | Hugo Toumire (FRA)          | 120e        |
| Directeur sportif : Gorka Gerrikagoitia, Yvonnick Bolgiani |                             |             |

| XDS Astana Team XAT                                   | XDS Astana Team XAT           | XDS Astana Team XAT |
| ----------------------------------------------------- | ----------------------------- | ------------------- |
| Num                                                   | Coureur                       | Pos                 |
| 171                                                   | Lorenzo Fortunato (ITA)       | 20e                 |
| 172                                                   | Henok Mulubrhan (ERI) (route) | 88e                 |
| 173                                                   | Wout Poels (NED)              | 18e                 |
| 174                                                   | Harold Martín López (ECU)     | 13e                 |
| 175                                                   | Darren van Bekkum (NED)       | 52e                 |
| 176                                                   | Su Haoyu (CHN)                | AB-3                |
| 177                                                   | Ide Schelling (NED)           | NP-7                |
| Directeur sportif : Dmitriy Fofonov, Bruno Cenghialta |                               |                     |

| Lotto LOT                                     | Lotto LOT                   | Lotto LOT |
| --------------------------------------------- | --------------------------- | --------- |
| Num                                           | Coureur                     | Pos       |
| 181                                           | Lennert Van Eetvelt (BEL)   | 8e        |
| 182                                           | Logan Currie (NZL)          | 76e       |
| 183                                           | Eduardo Sepúlveda (ARG)     | 51e       |
| 184                                           | Reuben Thompson (NZL)       | 41e       |
| 185                                           | Henri Vandenabeele (BEL)    | AB-3      |
| 186                                           | Jonas Gregaard Wilsly (DEN) | 113e      |
| 187                                           | Jarrad Drizners (AUS)       | AB-7      |
| Directeur sportif : Mario Aerts, Marc Wauters |                             |           |

| Israel-Premier Tech IPT                                | Israel-Premier Tech IPT  | Israel-Premier Tech IPT |
| ------------------------------------------------------ | ------------------------ | ----------------------- |
| Num                                                    | Coureur                  | Pos                     |
| 191                                                    | Corbin Strong (NZL)      | 49e                     |
| 192                                                    | Matthew Riccitello (USA) | 11e                     |
| 193                                                    | George Bennett (NZL)     | 25e                     |
| 194                                                    | Ethan Vernon (GBR)       | 92e                     |
| 195                                                    | Nick Schultz (AUS)       | 100e                    |
| 196                                                    | Itamar Einhorn (ISR)     | AB-7                    |
| 197                                                    | Simon Clarke (AUS)       | NP-2                    |
| Directeur sportif : Óscar Guerrero, Alexander Cataford |                          |                         |

| Caja Rural-Seguros RGA CJR                            | Caja Rural-Seguros RGA CJR | Caja Rural-Seguros RGA CJR |
| ----------------------------------------------------- | -------------------------- | -------------------------- |
| Num                                                   | Coureur                    | Pos                        |
| 201                                                   | Alex Molenaar (NED)        | 81e                        |
| 202                                                   | Jaume Guardeño (ESP)       | 31e                        |
| 203                                                   | Abel Balderstone (ESP)     | 101e                       |
| 204                                                   | Daniel Babor (CZE)         | AB-7                       |
| 205                                                   | Sebastian Berwick (AUS)    | AB-7                       |
| 206                                                   | Calum Johnston (GBR)       | 111e                       |
| 207                                                   | Jan Castellon (ESP)        | 121e                       |
| Directeur sportif : Aritz Bagües, Juan Carlos Vázquez |                            |                            |

| Equipo Kern Pharma EKP                   | Equipo Kern Pharma EKP | Equipo Kern Pharma EKP |
| ---------------------------------------- | ---------------------- | ---------------------- |
| Num                                      | Coureur                | Pos                    |
| 211                                      | Pau Miquel (ESP)       | 59e                    |
| 212                                      | Urko Berrade (ESP)     | 78e                    |
| 213                                      | José Félix Parra (ESP) | 63e                    |
| 214                                      | Mats Wenzel (LUX)      | 95e                    |
| 215                                      | Iván Sosa (COL)        | 43e                    |
| 216                                      | Iván Cobo (ESP)        | 58e                    |
| 217                                      | Diego Uriarte (ESP)    | 115e                   |
| Directeur sportif : Carlos Antón Jiménez |                        |                        |

| Burgos-Burpellet-BH BBH                      | Burgos-Burpellet-BH BBH     | Burgos-Burpellet-BH BBH |
| -------------------------------------------- | --------------------------- | ----------------------- |
| Num                                          | Coureur                     | Pos                     |
| 221                                          | José Luis Faura (ESP)       | AB-1                    |
| 222                                          | Eric Fagúndez (URU)         | 37e                     |
| 223                                          | José Manuel Díaz (ESP)      | 17e                     |
| 224                                          | Sergio Chumil (GUA) (route) | 38e                     |
| 225                                          | Mario Aparicio (ESP)        | 29e                     |
| 226                                          | Josh Burnett (NZL)          | 71e                     |
| 227                                          | Carlos García Pierna (ESP)  | 27e                     |
| Directeur sportif : Damien Garcia, Jetse Bol |                             |                         |

| Euskaltel-Euskadi EUS                         | Euskaltel-Euskadi EUS    | Euskaltel-Euskadi EUS |
| --------------------------------------------- | ------------------------ | --------------------- |
| Num                                           | Coureur                  | Pos                   |
| 231                                           | Jon Aberasturi (ESP)     | NP-6                  |
| 232                                           | Márton Dina (HUN)        | 114e                  |
| 233                                           | Mikel Bizkarra (ESP)     | 62e                   |
| 234                                           | Jokin Murguialday (ESP)  | 122e                  |
| 235                                           | Jon Agirre (ESP)         | AB-1                  |
| 236                                           | Danny van der Tuuk (POL) | 117e                  |
| 237                                           | Nicolás Alustiza (ESP)   | 97e                   |
| Directeur sportif : Rubén Pérez, Jorge Azanza |                          |                       |